# Екологічні наслідки війни на сході України
Російська збройна агресія на сході України призвела до серйозних екологічних наслідків (Донецька і Луганська області) — це забруднення підземних вод, водойм, підтоплення площ і просідання ґрунту, забруднення атмосферного повітря, виведення з ладу значних масивів ріллі, знищення і псування об'єктів природно-заповідного фонду, лісові пожежі та ін.
Серед безлічі промислових підприємств, пошкоджених у результаті бойових дій, виявилися найбільш екологічно небезпечні виробництва — Ясиноватський, Авдіївский і Єнакіївський коксохімічні заводи, Єнакіївський металургійний завод, Лисичанський нафтопереробний завод, Донецький казенний завод хімічних виробів, Слов'янська, Луганська і Курахівська теплові електростанції, сєвєродонецький «Азот» і горлівський «Стирол».

## Знищення і псування об'єктів природно-заповідного фонду
Деякі об'єкти природно-заповідного фонду пошкоджені обстрілами — національні парки «Святі гори», Меотида, відділення Українського степового заповідника Кальміуське, Крейдяна флора, регіональні ландшафтні парки Донецький кряж і Слов'янський курорт. На території ряду об'єктів природно-заповідного фонду зведено фортифікаційні споруди, у тому числі поза бойовими діями, наприклад, в національному парку Дворічанський, що знаходиться на кордоні з Росією в Харківській області, а також у філії Українського степового заповідника — Крейдяна флора.
На території регіонального ландшафтного парку Донецький кряж поховано вбитих військовослужбовців. За межами зони АТО, на території ландшафтного парку Ізюмська лука на Харківщині, а також на території національного парку «Святі гори» невідомі особи рубали ліс, пояснюючи, що деревина «потрібна для АТО». Користуючись відсутністю реального контролю, в деяких об'єктах природно-заповідного фонду, наприклад, у межах ландшафтного парку «Краматорський», самовільно розорано 100 га. У філії Луганського заповідника Трьохізбенський степ у західній частині об'єкта вигорів ліс на території 5 га.
У Луганському заповіднику знищено адміністрацію, в національному парку «Меотида», філії Луганського заповідника — Провальський степ, Станично-Луганський і філії Українського степового заповідника — Хомутовський степ адміністрація захоплена бойовиками. Ландшафтні парки Донецький кряж, Зуївський і  Клебан-бик перестали існувати. Втрачений персонал, документи, устаткування цих природно-заповідних об'єктів. В результаті боїв на території відділення Українського степового заповідника "Крейдяна флора" сильно постраждало урочище Кучугури, де були влаштовані бліндажі, окопи і вогневі точки.

## Пожежі
Дослідження пожеж на природних територіях в зоні АТО провели у 2014 році фахівці Міжнародної благодійної організації «Екологія-Право-Людина». Пожежі, викликані обстрілом, охопили 17 % лісів і 24 % степів у зоні АТО. У тому числі вогнем пошкоджені природно-заповідні об'єкти — філії Луганського заповідника Провальський степ, Трьохізбенський степ, регіональні ландшафтні парки Донецький кряж, Зуєвський, національний парк Святі гори і 13 заповідників. У національному парку Святі гори пожежа, викликана обстрілом, пройшла 1000 га лісу, від пожеж також постраждали заповідники в Луганській області — Нагольчанський, Волнухінський, Білорічанський, Луганський, Перевальський і Піщаний. У 2014 р. у зоні АТО був зафіксований 2901 випадок пожеж на лісових і степових територіях, що в 14 разів більше, ніж поза зоною бойових дій. Вогнем було пройдено 36226 га лісів, 114 га пасовищ і сінокосів, 147 га орних земель. Від вогню постраждало 20 % усіх кам'янистих степів в межах України.
Під час боїв в результаті обстрілу виникали пожежі на хімічних підприємствах — Донецький казенний завод технічних виробів, Донецький завод «Точмаш», Лисичанський нафтопереробний завод, Ясинуватський коксохімічний завод, Авдіївський коксохімічний завод. Вплив цих пожеж на довкілля катастрофічний.
Станом на 6 вересня 2024 року, декілька діб тривала ліквідація лісової пожежі на території Національного природного парку «Святі гори» на Донеччині. Вогонь пошкодив близько 5 тис. гектарів лісу.

## Забруднення довкілля
Серед безлічі промислових підприємств, пошкоджених у результаті бойових дій, виявилися найбільш екологічно небезпечні виробництва — Ясинуватський, Авдіївський і Єнакіївський коксохімічні заводи, Єнакіївський металургійний завод, Лисичанський нафтопереробний завод, Донецький казенний завод хімічних виробів, Слов'янська, Луганська і Курахівська теплові електростанції, сєвєродонецький «Азот» і горлівський «Стирол».
Так, в результаті артилерійського обстрілу на Авдіївському коксохімічному заводі сталася пожежа і витік коксового газу з великим вмістом бензолу, толуолу, нафталіну, сірководню, меркаптану, синильної кислоти і аміаку. Тільки у Луганській області забрудненими водами затоплені близько 20 шахт, що веде до подальшого забруднення підземних вод. У районі боїв відбувається масове забруднення ґрунтів паливно-мастильними матеріалами, металевими осколками від снарядів і мін, а також збідненим ураном, який використовується для підвищення бронебійної здатності деяких боєприпасів. При подаванні води на тимчасово окупованих територіях нерідко не відбувається її дезінфекція активним хлором, що може стати причиною виникнення інфекційних захворювань.

## Проблеми викликані затопленням шахт
Затоплення шахт на Донбасі, особливо не(мало-)контрольоване в зоні російської окупації несе конкретні загрози підняття і засолення ґрунтових вод, підтоплення навколостволових ділянок, ділянок гірничих виробок, просідання ґрунту тощо Особливо небезпечним є затоплення шахти "Юнком", де в радянські часи було здійснено підземний ядерний вибух і при затопленні є небезпека розповсюдження радіоактивних нуклідів по регіону, аж до Азовського моря.

## Проблеми з екологічним контролем
З проведенням екологічного моніторингу на тимчасово окупованих територіях склалася катастрофічна ситуація. Не працюють пости контролю якості поверхневих вод, пости контролю якості атмосферного повітря в Донецьку, Макіївці, Горловці, Єнакієвому, Луганську і Алчевську, паралізовано роботу Державних екологічних інспекцій, не контролюється  радіаційний фон. Для прикладу, з 39 постів Сіверськодонецького басейнового управління водних ресурсів в Донецькій області і 24 — в Луганській зараз працює 20 і 6 відповідно. Схожа ситуація склалася і з постами контролю якості атмосферного повітря обласних гідрометеоцентрів. У Донецькій області працює 11 з 25, а в Луганській — 4 з 11 постів.
На тимчасово окупованих територіях ОРДЛО без яких-небудь проєктів і екологічних оцінок можливого впливу на природне середовище закриваються шахти і заводи, населення і «ополченці» безконтрольно ріжуть на метал підприємства, робляться непридатними очисні споруди, водопровідні, каналізаційні мережі, греблі і інші об'єкти інфраструктури регіону. В результаті пожеж і безконтрольних вирубувань захисних лісосмуг відбувається швидка деградація сільськогосподарських земель. Захоплені за підтримки Росії території можуть просто існувати певний часовий період, розтрачуючи наявні ресурси, знищуючи їх, як сарана, і не забезпечуючи їх відновлення.